# 花柳徳兵衛
花柳 徳兵衛（はなやぎ とくべえ、1908年1月16日 - 1968年5月24日）は、日本舞踊家。本名は寺崎 孝太郎（てらさき こうたろう）。
花柳流に属し、芸術祭賞を4度も受賞するなど、昭和を代表する舞踊家として知られる。また、「東村山音頭」の振り付けを担当したことでも著名。楽しいトークと美しいパフォーマンスで観客を楽しませた。甘いマスクでファンが非常に多かった。また、後進の育成にも尽力し、徳兵衛日本舞踊学校を設立するなどして多くの弟子を育てた。徳兵衛舞踊団団長および、民族舞踊研究所所長を務めた。

## 経歴
1908年 群馬県高崎市で生まれる。
1917年に上京後、1924年に花柳徳之助に入門した。1928年に本名から花柳徳兵衛に改名する。
1937年には、国際親善芸術使節の一員としてタイ王国で公演した。
戦時中は各地への慰問に追われた。戦争末期には画家の岩田専太郎の疎開先を頼って岩手県に移り、食糧に窮して岩田やその妹（湊明子）と一座を組んで、岩田の解説で花柳が踊る出し物（湊明子は衣装係）で村々を慰問して食糧を得た。
1954年、「慟哭」で芸術祭賞を受賞する。1956年にはアジア連帯委員会に日本代表として出席した。1957年に「土に生きる」で2度目の芸術祭賞を受賞。カイロで開かれたアジア・アフリカ諸国民会議に日本代表として出席した。1959年には「三つの世界」で3度目の芸術祭賞を受賞した。
1967年、「壇ノ浦」で4度目の芸術祭賞を受賞した。
1968年に死去。